# Coptops vomicosa
Coptops vomicosa är en skalbaggsart som först beskrevs av Francis Polkinghorne Pascoe 1862.  Coptops vomicosa ingår i släktet Coptops och familjen långhorningar.
Artens utbredningsområde är Burma. Inga underarter finns listade i Catalogue of Life.